# A Promise (Echo & the Bunnymen)
| Recensione | Giudizio |
| ---------- | -------- |
| AllMusic   | link     |

A Promise è un singolo del gruppo musicale inglese Echo & the Bunnymen, pubblicato il 10 luglio 1981 come unico estratto dall'album Heaven Up Here.
Rimase nella classifica britannica per quattro settimane e raggiunse il n° 49. A parte la pubblicazione solo australiana di Over the Wall verso la fine dell'anno, A Promise fu il solo singolo che venne distribuito dal secondo album della band Heaven Up Here (1981).
I lati B delle versioni a 7" e 12" Broke My Neck vennero registrati ai Tistedal Studios a Tistedal, Norvegia, il 7 giugno 1981. Sul disco da 7" Broke My Neck è indicato come una versione "dal vivo", ma è, in realtà, una versione accorciata della più lunga del 12" in studio. La pubblicazione belga del 7" contiene la traccia bonus Do It Clean, che in precedenza è stata il lato B di The Puppet del 1980 e sarebbe stata di nuovo nel retro di The Killing Moon.

## Tracce
Testi e musiche degli Echo & the Bunnymen.

### 7"
Lato 1
1. A Promise 3:30

Lato 2
1. Broke My Neck - 4:36

### 12"
Lato 1
1. A Promise 3:55

Lato 2
1. Broke My Neck (Long Version) - 7:11

## Formazione
- Ian McCulloch - voce, chitarra
- Will Sergeant - chitarra
- Les Pattinson - basso
- Pete de Freitas - batteria